# 小行星8494
小行星8494（8494 Edpatvega）是一颗绕太阳运转的小行星，为主小行星带小行星。该小行星于1990年7月25日发现。

## 轨道参数
小行星8494的轨道半长轴为2.6620187 UA，离心率为0.173。